# 아르투르 베르미렌
아르투르 베르미렌 (Arthur Vermeeren, 2005년 2월 7일 ~ )는 벨기에의 축구 선수이며, RB 라이프치히에서 미드필더로 뛰고 있다.